# پیرس (کلرادو)
پیرس (به انگلیسی: Pierce) شهری در ایالت کلرادو کشور ایالات متحده آمریکا است که جمعیت آن در سرشماری سال ۲۰۱۰ میلادی، ۸۳۴ نفر بوده‌است.

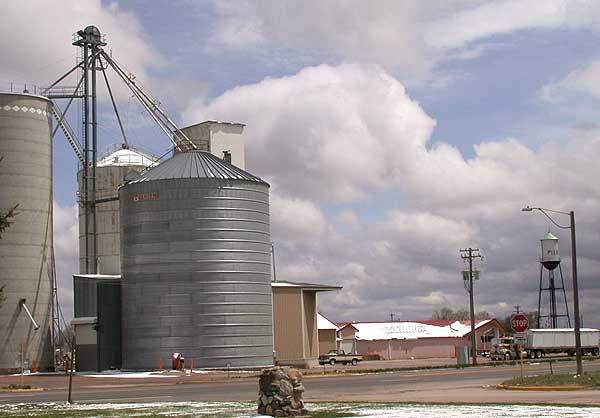
مخزن‌های آب و گندم در ۸۵ کیلومتری بزرگراه پیرس